# Hrvatski rukometni kup za muškarce 2008./09.
Hrvatski rukometni kup za muškarce za sezonu 2008./09. je sedmi put zaredom osvojio Zagreb Croatia osiguranje.

## Rezultati

### Osmina završnice
| klub1                           | rez.  | klub2                             |
| ------------------------------- | ----- | --------------------------------- |
| Osijek Elektromodul             | 21:33 | NEXE Našice                       |
| Siscia (Sisak)                  | 20:21 | Karlovac                          |
| Varteks Di Caprio Varaždin      | 27:28 | Perutnina PIPO IPC Čakovec        |
| Metković                        | 34:28 | Dubrava Zagreb                    |
| Medveščak Konica Minolta Zagreb | 27:25 | Poreč                             |
| Buzet                           | 18:41 | Zagreb Croatia osiguranje         |
| Bjelovar                        | 31:26 | Zamet Rijeka                      |
| Zadar Gortan                    | 33:27 | Brod Konstruktor (Slavonski Brod) |

### Četvrtzavršnica
| klub1                           | rez.  | klub2                      |
| ------------------------------- | ----- | -------------------------- |
| Zadar Gortan                    | 26:28 | Perutnina PIPO IPC Čakovec |
| Zagreb Croatia osiguranje       | 40:21 | Bjelovar                   |
| Medveščak Konica Minolta Zagreb | 18:17 | Karlovac                   |
| Metković                        | 30:29 | NEXE Našice                |

### Završni turnir
Igran u Dubrovniku.
| klub1                      | rez.          | klub2                           |
| poluzavršnica              | poluzavršnica | poluzavršnica                   |
| -------------------------- | ------------- | ------------------------------- |
| Perutnina PIPO IPC Čakovec | 20:21         | Medveščak Konica Minolta Zagreb |
| Zagreb Croatia osiguranje  | 33:21         | Metković                        |
|                            |               |                                 |
| za pobjednika              |               |                                 |
| Zagreb Croatia osiguranje  | 37:20         | Medveščak Konica Minolta Zagreb |

## Poveznice
- Dukat Premijer liga 2008./09.
- Dukat 1. HRL 2008./09.
- 2. HRL 2008./09.
- 3. HRL 2008./09.
- 5. rang HRL-a 2008./09.